# Walter Sernerpriset
Walter Sernerpriset (tyska: Walter-Serner-Preis) är uppkallat efter författaren Walter Serner (1889–1942), som på sin tid, i 1920-talets Weimarrepublik, balanserade på gränsen till litterärt sedlighetsåtal flera gånger om. Han skrev mestadels erotiskt färgade historier om kriminella i stora städers undre värld och han ses som en briljant iakttagare av sociala förhållanden. I den andan bör prisets vinnande bidrag också vara skrivet. Priset har utdelats årligen sedan mitten av 1970-talet. Från början var det ett förstapris i en novelltävling utlyst av det lokala radio- och TV-bolaget SFB (Sender Freies Berlin) i Västberlin. Priset bestod inte av prispengar de första två decennierna utan av att den korta berättelsen blev professionellt läst i radio. Ursprungligen var priset avsett för kriminalhistorier enbart men denna genrefixering har efterhand luckrats upp. 1996 tillkom en prissumma på 5000 DM. Idag är den 5000 euro. Priset utdelas nu av arvtagaren till SFB, nämligen rbbKultur (kulturavdelningen av Rundfunk Berlin-Brandenburg) i samarbete med Literaturhaus Berlin. Den text som vinner blir fortfarande professionellt läst i radio. Ett par anställda på rbbKultur är jurymedlemmar tillsammans med ett par företrädare för Literaturhaus Berlin. Dessutom inbjuds varje år en manlig eller kvinnlig författare att delta i juryarbetet. År 2017 deltog till exempel Angelika Klüssendorf. Bland pristagarna märks Michael Kumpfmüller som tilldelades priset 1993.